# Vepris madagascarica
Vepris madagascarica là một loài thực vật có hoa trong họ Cửu lý hương. Loài này được (Baill.) H. Perrier miêu tả khoa học đầu tiên năm 1948.